# Betsarn (Fredrika socken, Lappland)
Betsarn är en sjö i Åsele kommun i Lappland och ingår i Lögdeälvens huvudavrinningsområde. Sjön är 9 meter djup, har en yta på 0,888 kvadratkilometer och är belägen 302,9 meter över havet. Sjön avvattnas av vattendraget Kroknorsbäcken.

## Delavrinningsområde
Betsarn ingår i det delavrinningsområde (712583-161596) som SMHI kallar för Utloppet av Betsarn. Medelhöjden är 310 meter över havet och ytan är 3,31 kvadratkilometer. Räknas de 2 avrinningsområdena uppströms in blir den ackumulerade arean 11,46 kvadratkilometer. Kroknorsbäcken som avvattnar avrinningsområdet har biflödesordning 2, vilket innebär att vattnet flödar genom totalt 2 vattendrag innan det når havet efter 127 kilometer. Avrinningsområdet består mestadels av skog (50 procent). Avrinningsområdet har 0,89 kvadratkilometer vattenytor vilket ger det en sjöprocent på 26,7 procent.